# Процепак
Процепак или позни зумбул (лат. Prospero autumnale) вишегодишња је биљка из породице Asparagaceae.

## Опис биљке
Процепак има јајасту луковицу, дугачку 1,5—3 (4) центиметра, широку до 2,8 центиметара, са беличастом до црвеномрком туником. Стабљика је широка 1—3, усправна, висока 5—20 (25) центиметара, на попречном пресеку округла, врло често љубичаста.
Приземних листова има 3—8, узано су линеарни, дугачки до 10 центиметара, широки 1—2 милиметра, на попречном пресеку полукружни, са горње стране ужлебљени, на врху затупасти до шиљати, голи, развијају се након цветања биљке.
Цваст је гроздаста, у почетку мање-више или кратко јајаста, касније растресита, издужена, састављена од 6 до 25 цветова (или нешто више). Брактеје нису развијене или су врло кратке. Цветне дршке стрче навише, мање-више су праве и дугачке 3—10 (15) центиметара. 
Цветови су без мириса, развијају се у јесен. Листићи перигона су звездасто раширени, на врху заобљени или скоро забљени, ређе шиљати, плаво до црвенкастољубичасти, са тамнијим средишњим нервом, линеарно су издужени и дугачки 4—5 милиметара. Прашници су сразмерно за половину краћи од перигона, антере љубичасте. Плодник је узано јајаст, троок, а у сваком окцу се налази по два семена заметка. Чаура је лоптаста или објајаста, дугачка 4—5 милиметра, са три уздужна жлеба, пуцајућа. Биљка цвета од августа до октобра.
- Процепак-више јединки
- Процепак - цветови
- Prospero autumnale — музејски примерак

## Распрострањеност
Опште распрострањење: Западна и јужна Европа, Крим, обале Црног мора, Кавказ, предња Азија и северна Африка, Медитеранско-субмедитерански — (јужноатлантски) флорни елемент.
Распрострањење у Србији: Источна и јужна Србија (Кладово, Брза Паланка, околина Ниша, Грделица, Врање); Косово — Козничка бока. Поред литературних података, евидантирано је присуство ове врсте на слатинским стаништима широм Војводине.

## Станиште
У шикарама, на затрављеним површинама, најчешће на кречњаку, али иде и на другу подлогу. Поред литературних података, врста је примећена и на заслањеним стаништима.

## Статус заштите
Према Правилнику о проглашењу и заштити строго заштићених и заштићених дивљих врста биљака, животиња и гљива налази се у: Прилогу I Строго заштићене дивље врсте биљака, животиња и гљива.